# بطباط آسيوي
بطباط آسيوي (الاسم العلمي:Polygonum asiaticum) هو نوع من النباتات يتبع جنس البطباط من الفصيلة البطباطية.